# آزادراه ۲۰ (آلمان)
آزادراه ۲۰ (آلمانی: Bundesautobahn 20) بزرگراهی در شمال و شمال شرقی آلمان است. طول این بزرگراه ۳۲۳ کیلومتر می‌باشد. این آزادراه وستراشتده را به منطقه تاریخی یوکرمارک (Uckermark) وصل می‌نماید. جهت این بزرگراه محور شرق-غرب (۲ بار) و شمال-جنوب (۲ بار) و برعکس است.